# Bruno Menzel

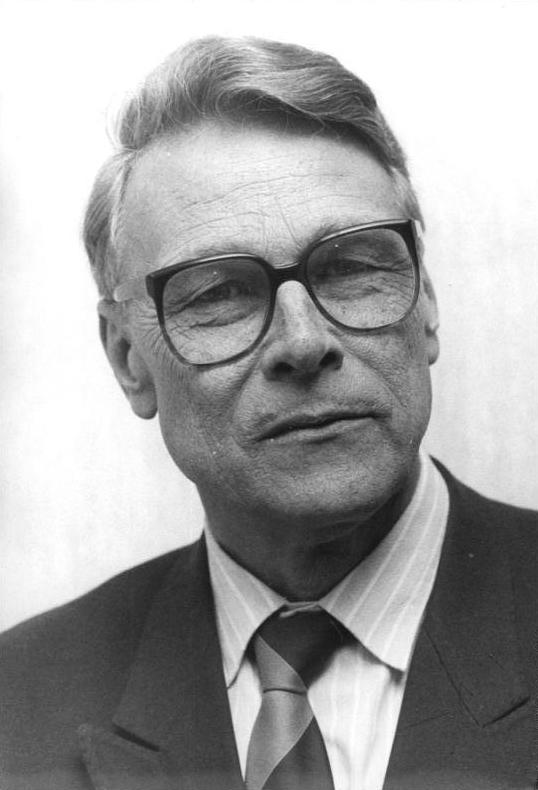
Bruno Menzel, 1990

Bruno Menzel (* 25. Februar 1932 in Dessau; † 14. September 1996 ebenda) war ein deutscher Politiker (FDP).

## Berufliche Laufbahn
Nach dem 1950 bestandenen Abitur nahm Menzel ein Medizinstudium an der Universität Halle auf, das er 1956 mit dem Staatsexamen und der Promotion zum Dr. med. abschloss. Bis 1961 ließ er sich zum Facharzt für Innere Medizin ausbilden; hinzu kam eine Ausbildung als Subspezialist für Infektions- und Tropenmedizin. Anschließend wurde er Chefarzt der 3. medizinischen Klinik am Bezirkskrankenhaus Dessau, später war er dort leitender Chefarzt. Die Gesellschaft für Infektions- und Tropenmedizin wählte ihn zu ihrem stellvertretenden Vorsitzenden; im Kreisverband Dessau des Deutschen Roten Kreuzes der DDR fungierte er als Vorstandsvorsitzender.

## Politik
Politisch wurde Menzel im Verlauf der Wende in der DDR aktiv. Im Januar 1990 gehörte er zu den Mitbegründern der DDR-FDP, deren Vorsitz er im folgenden Monat übernahm. Der Partei gelang es jedoch nicht, größere Bedeutung als die ehemalige liberale Blockpartei LDPD zu gewinnen, weshalb diese als erster Ansprechpartner für die West-FDP galt. Wenig später schloss sich die DDR-FDP mit der LDPD und der Deutschen Forumpartei für die Volkskammerwahl am 18. März zum Bund Freier Demokraten zusammen. Menzel wurde auch in die Volkskammer gewählt, gab jedoch sein Mandat zurück, um sich verstärkt der Parteiarbeit widmen zu können.
Nach dem Zusammengehen mit den West-Liberalen zur gesamtdeutschen FDP wurde Bruno Menzel deren stellvertretender Vorsitzender, was er bis 1991 blieb. Bei der Bundestagswahl im Dezember 1990 wurde er über die Landesliste Sachsen-Anhalt ins Parlament gewählt. Dort fungierte er als stellvertretender Vorsitzender der FDP-Fraktion. Auf dem Vereinigungsparteitag im August 1990 wurde er zum stellvertretenden Vorsitzenden des FDP-Bundesvorstands gewählt. Diese Funktion übte er bis 1992 aus. Auf den Parteitagen 1993 und 1995 wurde er als Beisitzer in den Bundesvorstand gewählt. 1994 schied er aus dem Bundestag aus. Im selben Jahr wurde er Landesvorsitzender der FDP in Sachsen-Anhalt; 1995 gab er diesen Posten ab. Von 1990 bis 1994 war Menzel auch Vertreter der Bundesrepublik Deutschland in der Parlamentarischen Versammlung des Europarats und in der Versammlung der Westeuropäischen Union.
Unterlagen über seine Tätigkeit als Mitglied des Deutschen Bundestages sowie für die FDP aus den Jahren 1990 bis 1994 befinden sich im Archiv des Liberalismus der Friedrich-Naumann-Stiftung für die Freiheit in Gummersbach. 